# EC Pelotas
EC Pelotas is een Braziliaanse voetbalclub uit Pelotas in de provincie Rio Grande do Sul.

## Geschiedenis
De club werd opgericht in 1908 na de fusie van de clubs Club Sportivo Internacional en Foot-Ball Club.  De club speelde aanvankelijk enkel in het stadskampioenschap van Pelotas en werd in 1912 voor het eerst kampioen. In 1930 wist de club de eindronde van het staatskampioenschap te bereiken. De club speelde tegen Grêmio en nadat ze drie strafschoppen kregen tijdens de wedstrijd verlieten de spelers van Grêmio, die ook al 3 keer gescoord hadden, misnoegd het veld waarop Pelotas de titel toegewezen kreeg. Twee jaar later stond de club opnieuw in de finale tegen Grêmio en kreeg nu een 5-1 draai om de oren. In 1944 verloren ze in de voorronde van Bagé. In 1945 verloor de club in de halve finale van FC Esperança met 5-0 en leek voor een onmogelijke opdracht te staan in de terugwedstrijd, maar de club slaagde erin met dezelfde cijfers te winnen en in de verlengingen scoorden ze een zesde goal waardoor ze zich voor de finale plaatsten tegen Internacional. Hier verloor de club beide wedstrijden. In 1951 toen de eindronde in groepsfase met drie clubs gespeeld werd werden ze opnieuw tweede achter Internacional. In 1956 bereikten ze opnieuw de finale, die ze weer van Grêmio verloren. Twee jaar later verloren ze in de tweede ronde van 14 de Julho. In 1960 plaatsten ze zich een laatste keer voor de eindronde en werden ze opnieuw tweede achter Grêmio. 
In 1961 werd eindelijk, in navolging tot de andere staatscompetities, een volwaardige competitie ingevoerd als staatscompetitie. Stadsrivaal Farroupilha werd ook in de competitie opgenomen en een jaar later volgde ook de andere stadsrivaal Brasil de Pelotas. De club speelde, met uitzondering van seizoen 1974, tot 1980 in de hoogste klasse en werd dan slachtoffer van herstructurering van de competitie. Na drie seizoenen werd de club kampioen en keerde terug naar de hoogste klasse. Nadat de club in 1988 derde werd mochten ze deelnemen aan de nationale Série B en werd daar in de eerste ronde uitgeschakeld. Ook het volgende seizoen mocht de club deelnemen en werd opnieuw in de eerste ronde uitgeschakeld. In 1995, 1996, 1998 en 2001 deed de club mee aan de Série C en werd telkens in de eerste ronde uitgeschakeld. In 2003 bereikte de club voor het eerst de tweede ronde en schakelde daar Caxias FC uit en verloor dan in de derde fase van RS Futebol. In 2004 degradeerde de club uit de hoogste klasse van de staatscompetitie. De volgende jaren deed de club altijd mee voorin, maar slaagde er uiteindelijk pas in 2009 in om te promoveren. In 2008 had de club de Copa FGF gewonnen, een competitie in de tweede helft van het seizoen voor clubs die niet in de nationale reeksen actief waren. Hierdoor mochten ze deelnemen aan de Recopa Sul-Brasileira 2008, waarin ze meteen verloren van Atlético Sorocaba en ook aan de Série D 2009 waar ze in de eerste ronde uitgeschakeld werden. 
Bij de terugkeer in de hoogste staatsklasse bereikte de club in de tweede fase de finale tegen Internacional en mocht hierdoor aantreden in de Série D, waar de club in de eerste ronde uitgeschakeld werd. Na enkele jaren middenmoot volgde in 204 een nieuwe degradatie. In 2013 won de club wel nog de Super Copa Gaúcha en in 2014 de Recopa Gaúcha. In 2016 werd de club vicekampioen achter Caxias, maar promoveerde niet omdat het aantal clubs in de hoogste klasse verminderd werd. In 2018 werd de club kampioen en promoveerde nu wel. De club werd negende en miste zo de tweede ronde, later dat jaar wist de club wel de staatsbeker te veroveren waardoor de club in 2020 mag aantreden in de nationale Série D, waar de club in de eerste fase werd uitgeschakeld. In 2021 degradeerde de club weer uit de hoogste klasse. Na twee jaar middenmoot eindigde de club ook in 2024 in de middenmoot, maar kon zich via de eindronde dan toch plaatsen voor de finale. Ze verloren van Monsoon, maar de finaleplaats gaf evenwel recht op promotie.

## Erelijst
Campeonato Gaúcho
1930
Copa FGF
2008, 2019
Super Copa Gaúcha
2013
Recopa Gaúcha
2014